# Dụ Toàn
Dụ Toàn (tiếng Trung: 裕全; 1777 – 1840) là một hoàng thân của nhà Thanh trong lịch sử Trung Quốc, người thừa kế 1 trong 12 tước vị Thiết mạo tử vương.

## Cuộc đời
Dụ Toàn sinh vào giờ Hợi, ngày 9 tháng 5 (âm lịch) năm Càn Long thứ 42 (1777), trong gia tộc Ái Tân Giác La. Ông là con trai thứ năm của Dự Lương Thân vương Tu Linh, và là em trai ruột của Dĩ cách Dự Thân vương Dụ Phong, Dĩ cách Dự Thân vương Dụ Hưng. Mẹ ông là Đích Phúc tấn Phú Sát thị (富察氏).
Năm Gia Khánh thứ 4 (1799), tháng 12, ông được phong làm Bất nhập Bát phân Phụ quốc công, sau đó thụ chức Tán trật đại thần. Năm thứ 10 (1805), tháng 12, ông bị cách chức Tán trật đại thần. Tháng 9 năm sau được phục chức. Năm thứ 20 (1815), tháng 8, thụ Phó Đô thống Hán quân Chính Hoàng kỳ. Năm thứ 21 (1816), tháng 7, quản lý Hữu dực Tiền phong Thống lĩnh. Năm thứ 23 (1818), tháng 5, thụ Phó Đô thống Mãn Châu Chính Hồng kỳ.
Năm thứ 25 (1820), tháng 2, anh trai thứ ba của ông là Dự Thân vương Dụ Hưng bị đại tội mà đoạt tước, nên ông được thế tập tước vị Dự Thân vương đời thứ 10. Năm Đạo Quang nguyên niên (1821), tháng 6, quản lý sự vụ của Tương Lam kỳ Giác La học. Năm thứ 9 (1829), ông được ban thưởng mang Tam nhãn Hoa linh
Năm thứ 20 (1840), giờ Ngọ ngày 3 tháng 11 (âm lịch), ông qua đời, thọ 64 tuổi, được truy thụy Dự Hậu Thân vương (豫慎親王).

## Gia quyến

### Thê thiếp
- Đích Phúc tấn: Đồng thị (佟氏), con gái của Tử tước Đức Xương (德昌).
- Trắc Phúc tấn: 
  - Hàn thị (韓氏), con gái của Hàn thức Hàn Côn (韓崑).
  - Lưu thị (劉氏), con gái của Lưu Vạn Tụ (劉萬岫).
  - Lữ Giai thị (呂佳氏), con gái của Mã giáp Lữ Văn Tú (呂文秀).
- Thứ Phúc tấn:
  - Lưu Giai thị (劉佳氏), con gái của Lưu Văn Hân (劉文欣).
  - Quan thị (觀氏), con gái của Quan Thành (觀成).
  - Hàn thị (韓氏), con gái của Bảo Sơn (寳山).

### Con trai
1. Miên Trì (綿墀; 1796 – 1804), mẹ là Đích Phúc tấn Đồng thị. Chết yểu.
2. Nghĩa Đạo (義道; 1819 – 1868), mẹ là Trắc Phúc tấn Hàn thị. Năm 1840 được thế tập tước vị Dự Thân vương. Sau khi qua đời được truy thụy Dự Thận Thân vương (豫愼親王). Có ba con trai.
3. Nghĩa Duyệt (義悅; 1830 – 1857), mẹ là Trắc Phúc tấn Lữ Giai thị. Được phong làm Trấn quốc Tướng quân (鎭國將軍) kiêm Đầu đẳng Thị vệ. Vô tự.
4. Nghĩa Bảo (義寳; 1832 – 1865), mẹ là Trắc Phúc tấn Lữ Giai thị. Được phong làm Trấn quốc Tướng quân (鎭國將軍) kiêm Nhị đẳng Thị vệ. Cưới con gái của Nhất đẳng Thành Gia Nghị Dũng công Bác Khải Đồ - cháu nội của Minh Thụy. Vô tự.